# Ancistrus minutus
Ancistrus minutus är en fiskart som beskrevs av Fisch-muller, Mazzoni och Weber 2001. Ancistrus minutus ingår i släktet Ancistrus och familjen Loricariidae. Inga underarter finns listade i Catalogue of Life.